# Анатолије Оптински
Анатолије I Оптински (рођ. Алексеј Мојсејевич Зерцалов, 6. [12] марта 1824, село Бобили, Калушка губернија - 25. јануара [6. фебруара], 1894, Оптинска Пустиња) - свештеник Руске православне цркве. Прослављен као светитељ 2000. године, уврштен је у Саборни храм 14 светих Оптинске испоснице.

## Биографија
Рођен је 1824. године у породици ђакона Мојсија Копијева, који је служио у цркви села Бобили, Боровски округ, Калушка губернија. На крштењу је добио име по светом Алексију, човеку Божијем. У породици је било шесторо деце.
Успешно је завршио Боровску богословску школу, а затим и Калушку богословију. У Богословији је добио ново презиме - Зерцалов. Шест година служио је у Трезорској комори покрајинске владе. За време болести дао је завет: ако оздрави, отићи ће у манастир. По оздрављењу је одбио да служи и по благослову родитеља отишао је у Оптински манастир, где је остао заувек.
У Оптинскуу пустињу је дошао 31. јула 1853. године. Положио разне послушања; дуго је био помоћник писара оца Евфимија (Трунова). Седам година, до смрти старца Макарија, био је његов духовни ученик. Затим се духовно преселио код старца Амвросија.
После девет година новицијата, 17. новембра 1862. године у скитској цркви Алексеј је пострижен у монашку схиму са именом Анатолије – у част Анатолија, патријарха цареградског; 5. јуна (јула) 1866. године рукоположен је у јерођакона, а 7. септембра 1870. године у јеромонаха. Од децембра 1866. био је монашки библиотекар, а од децембра 1870. монашки декан.
У лето 1871. синодалним указом, уз довођење у чин архимандрита, постављен је за настојатеља Орловског манастира (Вјатска губернија), али је на захтев калушког епископа Григорија ово постављење поништено. 1873. године, после смрти старца Илариона, постављен је за старешину скита и братског исповедника.
Када је основан манастир Шаморда, старац Амвросије му је поверио бригу о монахињама; Амвросије је више пута рекао сестрама: „Ретко вас водим код себе (на разговор), јер сам миран за вас: ви сте код оца Анатолија. Поред тога, био је духовник манастира у шест других епархија. Будући да је и сам био ватрени молитвеник, вршилац Исусове молитве, он је томе поучавао и своју духовну децу. Старац Амвросије је рекао: „Дана му је таква молитва и благодат, која се даје једном од хиљаду. Његово пастирско старање је у Оптинској испосници васпитало старешине последњих времена као Варсануфије[1] и Нектарије.
Крајем 1892. отпутовао је у Санкт Петербург, где је са Јованом Кронштатским служио Свету Литургију.
Тешко болестан, старији Анатолиј је 15. децембра 1893. тајно прихватио схиму. Преминуо је у 4.20 у уторак, 25. јануара 1894. године“.
Године 1996. канонизован је за локално поштованог светитеља Оптинске испоснице, а у августу 2000. године од Јубиларног Архијерејског Сабора Руске православне цркве прослављен за опште црквено поштовање.
Мошти светог Анатолија (старог) налазе се у Владимирској цркви Оптинске испоснице.